# Harmoniskt tal
Inom matematiken är det n:te harmoniska talet summan av reciprokerna av de n första naturliga talen:
{\displaystyle H_{n}=1+{\frac {1}{2}}+{\frac {1}{3}}+\cdots +{\frac {1}{n}}=\sum _{k=1}^{n}{\frac {1}{k}}.}
Harmoniska tal är viktiga inom talteori och är nära relaterade till Riemanns zetafunktion och andra  speciella funktioner.

## Identiteter för harmoniska tal
Direkt av harmoniska talens definition följer differensekvationen
{\displaystyle H_{n}=H_{n-1}+{\frac {1}{n}}.}
Summan av de n första harmoniska talen ges av
{\displaystyle \sum _{k=1}^{n}H_{k}=(n+1)H_{n}-n.}
Harmoniska talen är relaterade till Stirlingtalen av andra ordningen enligt formeln
{\displaystyle H_{n}={\frac {1}{n!}}\left[{n+1 \atop 2}\right].}

## Beräkning
En integralrepresentation av Euler är
{\displaystyle H_{n}=\int _{0}^{1}{\frac {1-x^{n}}{1-x}}\,dx.}
Representationen ovan kan bevisas genom att använda identiteten
{\displaystyle {\frac {1-x^{n}}{1-x}}=1+x+\cdots +x^{n-1}.}
och integrera termvis.
Genom variabelbytet x = 1−u kan man få ett elegant kombinatoriskt uttryck för Hn :
{\displaystyle {\begin{aligned}H_{n}&=\int _{0}^{1}{\frac {1-x^{n}}{1-x}}\,dx\\&=-\int _{1}^{0}{\frac {1-(1-u)^{n}}{u}}\,du\\&=\int _{0}^{1}{\frac {1-(1-u)^{n}}{u}}\,du\\&=\int _{0}^{1}\left[\sum _{k=1}^{n}(-1)^{k-1}{\binom {n}{k}}u^{k-1}\right]\,du\\&=\sum _{k=1}^{n}(-1)^{k-1}{\binom {n}{k}}\int _{0}^{1}u^{k-1}\,du\\&=\sum _{k=1}^{n}(-1)^{k-1}{\frac {1}{k}}{\binom {n}{k}}.\end{aligned}}}
Samma representation kan fås genom attanvända den tredje av Retkes identiteter genom att låta {\displaystyle x_{1}=1,\ldots ,x_{n}=n} och använda {\displaystyle \Pi _{k}(1,\ldots ,n)=(-1)^{n-k}(k-1)!(n-k)!}:
{\displaystyle H_{n}=H_{n,1}=\sum _{k=1}^{n}{\frac {1}{k}}=(-1)^{n-1}n!\sum _{k=1}^{n}{\frac {1}{k^{2}\Pi _{k}(1,\ldots ,n)}}=\sum _{k=1}^{n}(-1)^{k-1}{\frac {1}{k}}{\binom {n}{k}}.}

Grafen visar sambandet mellan harmoniska talen och naturliga logaritmen.

Det nte harmoniska talet växer ungefär lika snabbt som naturliga logaritmen ur n. Orsanken till detta är att 
{\displaystyle \int _{1}^{n}{1 \over x}\,dx}
vars värde är ln(n).
Värdena av följden Hn - ln(n) minskar monotont mot gränsvärdet 
{\displaystyle \lim _{n\to \infty }\left(H_{n}-\ln n\right)=\gamma ,}
där γ ≈ 0.5772156649 är Eulers konstant. Asymptotiska expansionen då n → ∞ är
{\displaystyle H_{n}\sim \ln {n}+\gamma +{\frac {1}{2n}}-\sum _{k=1}^{\infty }{\frac {B_{2k}}{2kn^{2k}}}=\ln {n}+\gamma +{\frac {1}{2n}}-{\frac {1}{12n^{2}}}+{\frac {1}{120n^{4}}}-\cdots ,}
där {\displaystyle B_{k}} är Bernoullitalen.

### Harmoniska tal som en oändlig serie
Det n-te harmoniska talet kan skrivas som en oändlig serie på följande vis:
{\displaystyle {\begin{aligned}1\,+\,{\frac {1}{2}}\,+\,{\frac {1}{3}}\,+\,{\frac {1}{4}}\,+\,{\frac {1}{5}}\,+\,\cdots \,+\,{\frac {1}{n}}&=\sum _{r=0}^{n-1}{\frac {1}{n-r}}={\frac {1}{n}}\sum _{r=0}^{n-1}{\frac {n}{n-r}}={\frac {1}{n}}\sum _{r=0}^{n-1}\sum _{m=0}^{\infty }{\frac {r^{m}}{n^{m}}}\\&={\frac {1}{n}}\sum _{r=0}^{n-1}\left(1+\sum _{m=1}^{\infty }{\frac {r^{m}}{n^{m}}}\right)\\&=1+{\frac {1}{n}}\sum _{r=1}^{n-1}\sum _{m=1}^{\infty }{\frac {r^{m}}{n^{m}}}\\&=1+\left(\sum _{m=1}^{\infty }{\frac {1}{n^{m+1}}}\left(\sum _{r=1}^{n-1}r^{m}\right)\right)\\&=1+{\frac {1+2+\cdots +n-1}{n^{2}}}+{\frac {1^{2}+2^{2}+\cdots +(n-1)^{2}}{n^{3}}}+{\frac {1^{3}+2^{3}+\cdots +(n-1)^{3}}{n^{4}}}+\cdots \end{aligned}}}

## Förekomst
Harmoniska talen förekommer ofta inom talteori och teorin av speciella funktioner såsom i följande formel för digammafunktionen: 
{\displaystyle \psi (n)=H_{n-1}-\gamma .}
Denna relation används ofta som definitionen av harmoniska tal för icke-heltal used n. Harmoniska talen används också ofta till att definiera Eulers konstant γ genom gränsvärdet ovan även om
{\displaystyle \gamma =\lim _{n\to \infty }{\left(H_{n}-\ln \left(n+{1 \over 2}\right)\right)}}
konvergerar snabbare.
2002 bevisade Jeffrey Lagarias att Riemannhypotesen är ekvivalent med att 
{\displaystyle \sigma (n)\leq H_{n}+\ln(H_{n})e^{H_{n}},}
gäller för varje heltal n ≥ 1 med strikt olikhet om n > 1, där σ(n) är sigmafunktionen.
Egenvärdena av det icke-lokala problemet
{\displaystyle \lambda \phi (x)=\int _{-1}^{1}{\frac {\phi (x)-\phi (y)}{|x-y|}}dy}
ges av {\displaystyle \lambda =2H_{n}} där {\displaystyle H_{0}=0.}

## Genererande funktioner
Harmoniska talens genererande funktion är
{\displaystyle \sum _{n=1}^{\infty }z^{n}H_{n}={\frac {-\ln(1-z)}{1-z}},}
En exponentiell genererande funktion ges av
{\displaystyle \sum _{n=1}^{\infty }{\frac {z^{n}}{n!}}H_{n}=-e^{z}\sum _{k=1}^{\infty }{\frac {1}{k}}{\frac {(-z)^{k}}{k!}}=e^{z}{\mbox{Ein}}(z)}
där Ein(z) är exponentiella integralen. Notera att
{\displaystyle {\mbox{Ein}}(z)={\mbox{E}}_{1}(z)+\gamma +\ln z=\Gamma (0,z)+\gamma +\ln z\,}
där Γ(0, z) är ofullständiga gammafunktionen.

## Generaliseringar

### Hyperharmoniska tal
J. H. Conway och R. K. Guy har presenterat följande generalisering av harmoniska talen: låt
{\displaystyle H_{n}^{(0)}={\frac {1}{n}}.}
Då är det nte hyperhermoniska talet av ordning r (r>0) 
{\displaystyle H_{n}^{(r)}=\sum _{k=1}^{n}H_{k}^{(r-1)}.}
Speciellt är {\displaystyle H_{n}=H_{n}^{(1)}}.